# ينوام

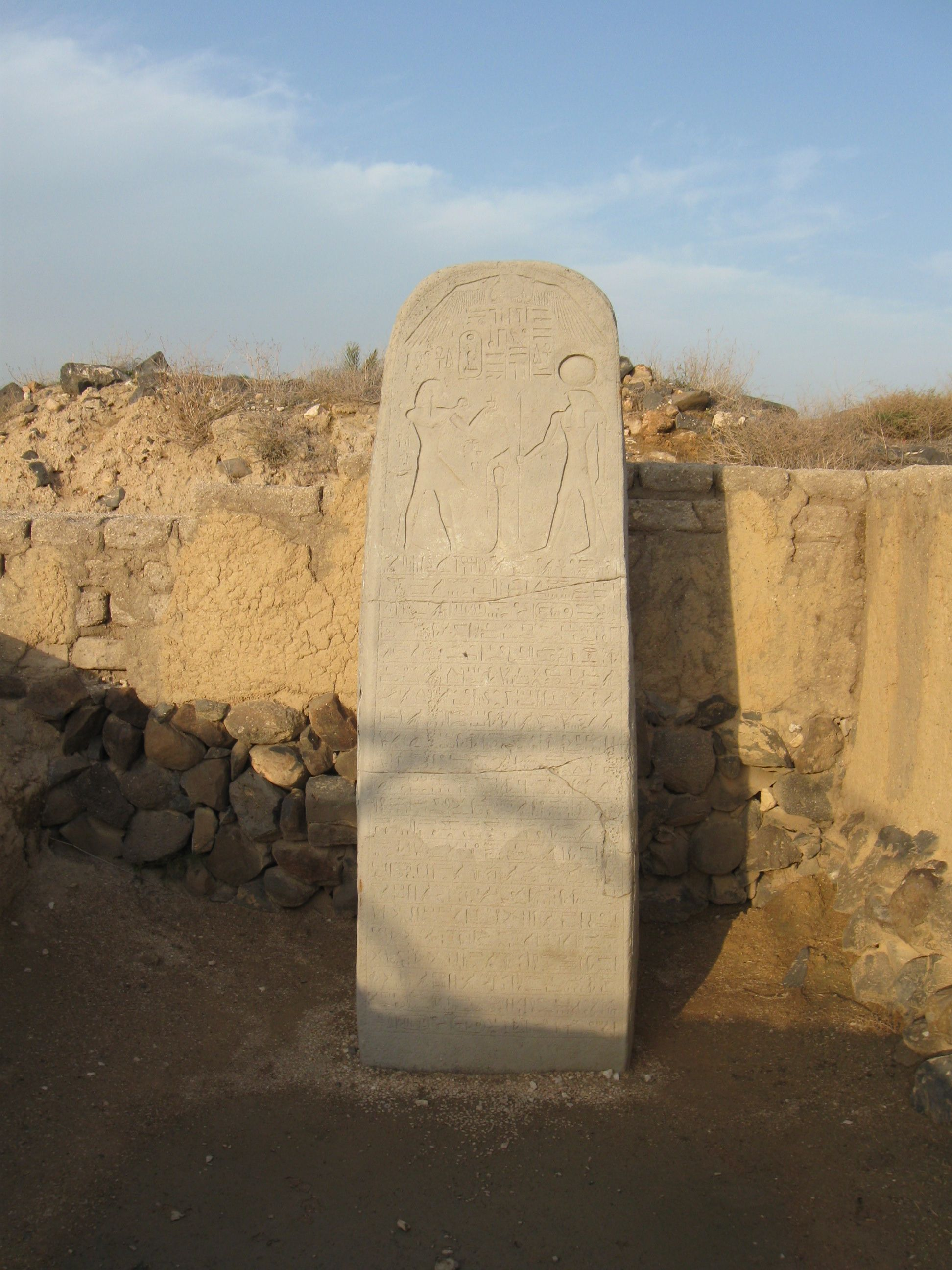

ينوام، (أو يانوام ؛ في المصريه القديمه ) هو مكان يقع في أرض إسرائيل القديمة أو سوريا ، معروف من مصادر الحكم المصري القديم، في زمن تحتمس الثالث حتى رمسيس الثالث.  ويعد أحد هذه المصادر هو لوحة لستي التي وُجدت في بيت شيعان . مصدر آخر هو لوحه مرنتباح
المواقع المخمنة لموقع ينوام هي تل شهاب في وادي نهر اليرموك في جنوب سوريا، وتل نعمة (الناعمة) في وادي الحولة ، وتل نعام بالقرب من يفنئيل ( منطقه في شمال إسرائيل ) ، وتل عوفاديا (العبيدية) في وادي الأردن. .  وقد ارتبطت مبدئياً بمدينة ينوح التوراتية ( ينوي ). 

## روابط خارجية
- مشاهد حرب سيتي الأولى من معبد الكرنك
- حملة Seti I في شمال فلسطين